# Helmintoza
Helmintoza (robaczyca) – choroba wywołana przez helminty, które dzielą się na płazińce i nicienie. Do płazińców należą m.in. tasiemiec nieuzbrojony i bruzdogłowiec szeroki, natomiast do nicieni glista ludzka i włosień kręty. Helmintozy są uważane za zaniedbane choroby tropikalne.